# Sogod (Södra Leyte)
Sogod (Bayan ng Sogod) är en kommun i Filippinerna. Kommunen ligger på ön Leyte, och tillhör provinsen Södra Leyte. Folkmängden uppgår till 37 402 invånare.

## Bildgalleri

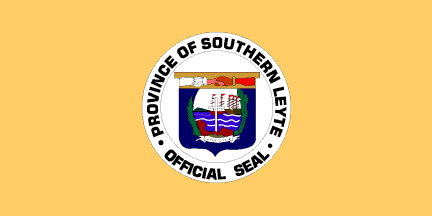
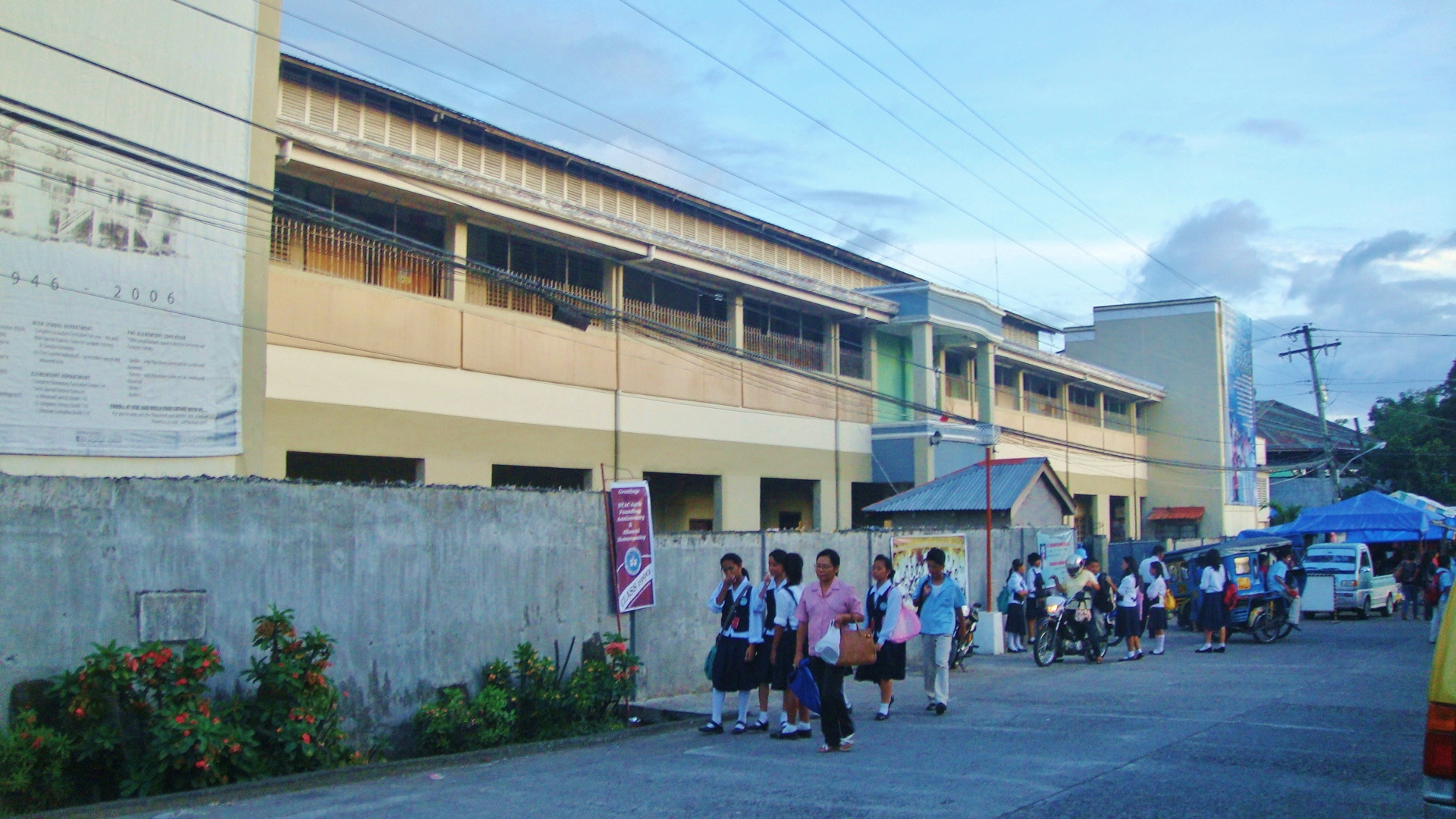
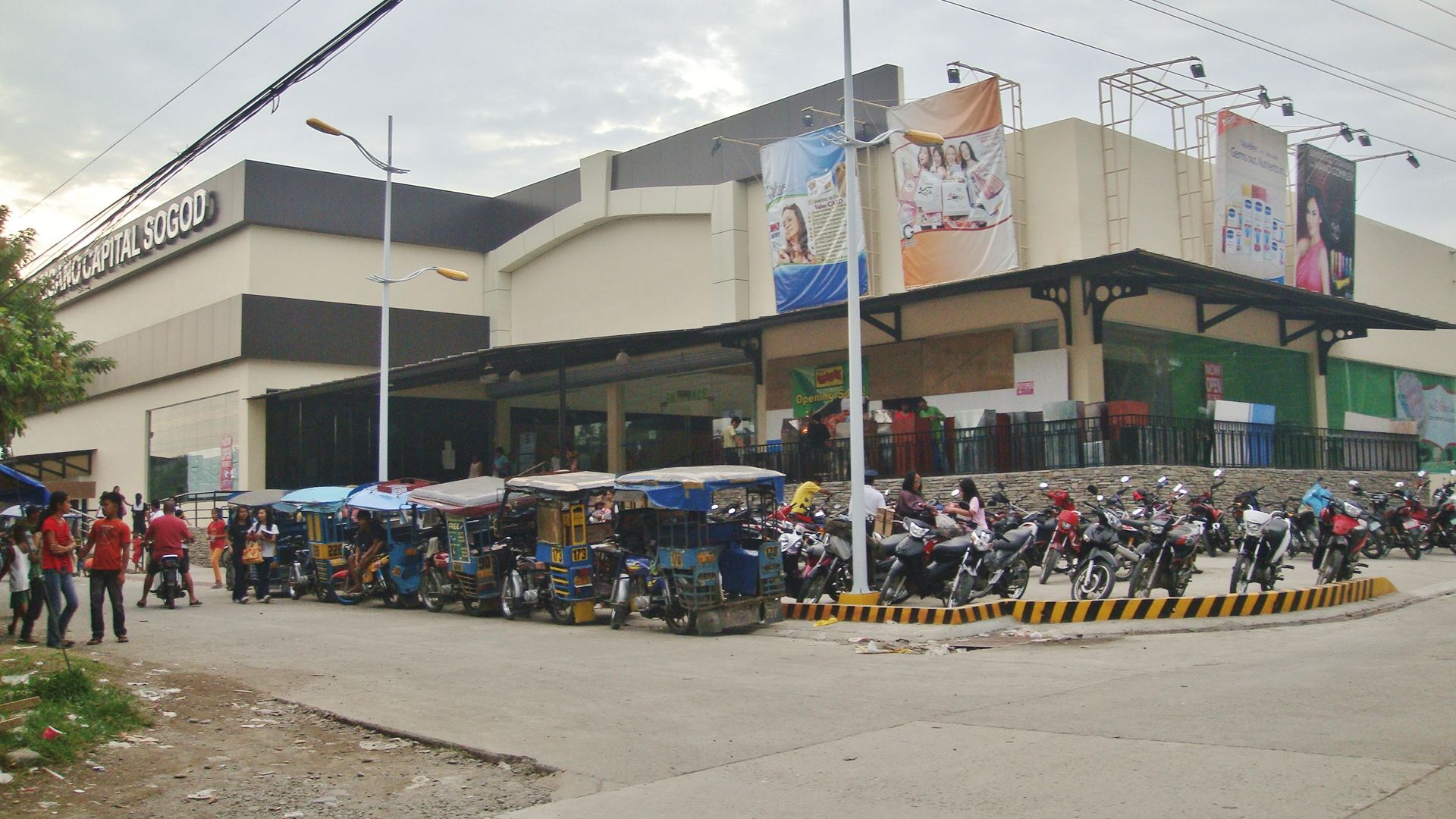
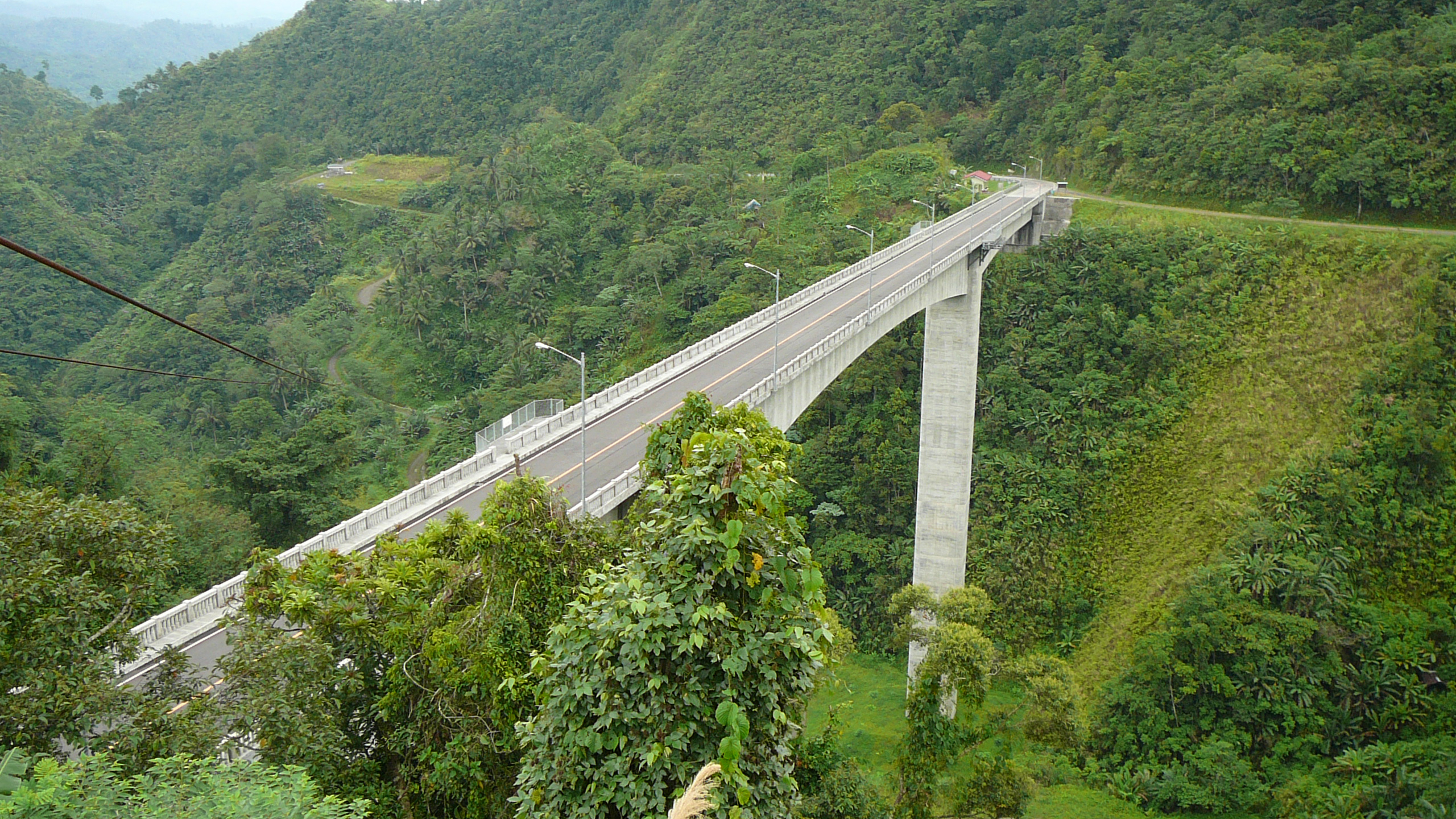

## Barangayer
Sogod är indelat i 45 barangayer.
| - Benit - Buac Daku - Buac Gamay - Cabadbaran - Concepcion - Consolacion - Dagsa - Hibod-hibod - Hindangan - Hipantag - Javier - Kahupian - Kanangkaan - Kauswagan - La Purisima Concepcion | - Libas - Lum-an - Mabicay - Mac - Magatas - Mahayahay - Malinao - Maria Plana - Milagroso - Pancho Villa - Pandan - Zone I (Pob.) - Zone II (Pob.) - Zone III (Pob.) - Zone IV (Pob.) | - Zone V (Pob.) - rizal - Salvacion - San Francisco Mabuhay - San Isidro - San Jose - San Juan (Agata) - San Miguel - San Pedro - San Roque - San Vicente - Santa Maria - Suba - tampoong - Olisihan |